# Pandhurli
Pandhurli är en ort i Indien.   Den ligger i distriktet Nashik och delstaten Maharashtra, i den centrala delen av landet, 1 000 km söder om huvudstaden New Delhi. Pandhurli ligger 590 meter över havet och antalet invånare är 4 500.
Terrängen runt Pandhurli är platt åt nordväst, men åt sydost är den kuperad. Runt Pandhurli är det ganska tätbefolkat, med 248 invånare per kvadratkilometer. Närmaste större samhälle är Nashik, 19,7 km norr om Pandhurli. Trakten runt Pandhurli består till största delen av jordbruksmark.